# Sardonic Wrath
A Sardonic Wrath a norvég black metal együttes Darkthrone tizedik nagylemeze. 2004. szeptember 6-án jelent meg a Moonfog Productions által, ez a kiadó utolsó kiadott albuma a zenekartól. Az albumon már hallhatóak egyes punk elemek, de ez az utolsó Darkthrone-lemez, ami a black metal műfajt képviseli. A későbbi albumaikon sokkal nagyobb a punk hatás, azok már a crust punk műfajba sorolhatók.
Az egész album kiszivárgott az interneten már 2004 áprilisában, végül a szeptemberben kiadott verzió valamennyivel másabb volt.
Az album címe valószínűleg egy korábbi Darkthrone-szám, az "Earth's Last Picture" (Total Death album) dalszövegéből eredetezhető: "As lands tremble, and empires fall/Ye may hear us laugh with sardonic wrath". A Sardonic Wrath továbbá egy kifejezés Anton Szandor LaVey könyvében, a Sátáni Bibliában.
A "Hate is the Law" című számot Fenriz és Apollyon énekelte fel.

## Számlista
1. "Order of the Ominous" – 2:32
2. "Information Wants to be Syndicated" – 3:44
3. "Sjakk matt Jesu Krist" – 4:04
4. "Straightening Sharks in Heaven" – 3:27
5. "Alle gegen alle" – 3:21
6. "Man tenker sitt" – 3:05
7. "Sacrificing to the God of Doubt" – 4:34
8. "Hate Is the Law" – 3:22
9. "Rawness Obsolete" – 6:14

## Új kiadás
2014-ben az album újra ki lett adva a Peaceville Records által, egy bónusz CD-vel, ami egy kommentárt tartalmaz a zenekar tagjaitól.

## Közreműködők
- Fenriz – dob, ének a "Hate is the Law" számon
- Nocturno Culto – gitár, basszusgitár, ének
- Apollyon – ének a "Hate is the Law" számon

## Fordítás
Ez a szócikk részben vagy egészben  a   Sardonic Wrath című angol Wikipédia-szócikk fordításán alapul.  Az eredeti cikk szerkesztőit annak laptörténete sorolja fel. Ez a jelzés csupán a megfogalmazás eredetét és a szerzői jogokat jelzi, nem szolgál a cikkben szereplő információk forrásmegjelöléseként.